# Giuliano Cesarini
Giuliano Cesarini (1398 Řím – 10. listopadu 1444 poblíž Varny) byl italský duchovní, kardinál a papežský diplomat, který přivedl do Čech čtvrtou křížovou výpravu proti husitům.
Patřil ke skupině vynikajících kardinálů, které papež Martin V. jmenoval na konci západního schizmatu. Díky svému intelektu a diplomacii se stal obhájcem papežského primátu proti koncilovým hnutím a zejména proti basilejskému koncilu. Francouzský biskup Bossuet označil Cesariniho za nejsilnější oporu, kterou mohli latinští katolíci na florentském koncilu postavit proti katolíkům byzantského obřadu.

## Boj proti husitům a basilejský koncil
Mladý Guiliano, původem ze starobylé římské rodiny Cesariniů, vstoupil na duchovní životní dráhu a již roku 1426 dosáhl hodnosti kardinála. V roce 1431 ho papež Martin V. jmenoval svým legátem při říšském sněmu v Norimberku a zplnomocnil ho k tomu, aby hlásal a organizoval čtvrtou křížovou výpravu proti husitům. Zároveň byl předurčen jako předsedající koncilu svolaného do Basileje. Cesarini však za důležitější než zahájení koncilu pokládal konečné zúčtování s husity, a tak když norimberský sněm schválil velké křížové tažení do Čech, začal horlivě vyzývat k účasti obyvatelstvo Porýní a franských krajů. Snažil se odstranit spory mezi zdejšími knížaty, aby jim nic nebránilo přijmout kříž a vyrazit na výpravu. Počet účastníků stoupal a kardinál, jistý si vítězstvím křižáků, již posílal v tomto duchu zprávy nově zvolenému papeži Eugeniovi IV. Přípravy tažení ho natolik zaměstnaly, že oddaloval učinit zadost žádosti německého krále Zikmunda Lucemburského i obeslaných prelátů, aby již konečně zahájil jednání basilejského koncilu. Udělal tak teprve 23. července 1431, ale v srpnu byl již u křižáckého vojska, které v počtu více než sto tisíc vytáhlo k českým hranicím.
Poté, co křižáci překročili pohraniční hvozdy, obrátil se Giuliano Cesarini ke kacířským Čechům s manifestem, v němž jim oznamoval své záměry. Dne 14. srpna se útočníci přiblížili k Domažlicím, kde se shromáždili husitští bojovníci vedení Prokopem Holým. Už při pouhém zaslechnutí písně husitů a rachotu kol jejich vozů, se křižáci dali, aniž by se střetli s nepřítelem, na zmatený úprk. Cesarini se pokusil několik houfů zastavit a přinutit je k boji. Ocitl se však sám v nebezpečí, protože prchající v něm spatřovali hlavního viníka nastalé situace. Kardinál se nakonec rovněž zachránil útěkem, a to v přestrojení za prostého vojáka z družiny würzburského biskupa. Jeho ztracený kardinálský klobouk přivezli husité do Prahy jako vzácnou trofej a vystavili ho spolu s další kořistí před Týnem.
Tato událost hluboce ovlivnila Cesariniho smýšlení o husitech. Dospěl totiž k názoru, že kacířské Čechy nelze zlomit vojenskou silou, nýbrž že je potřeba s nimi vyjednávat. Bezprostředně po svém příchodu do Basileje se zasadil o to, aby se husitům dostalo veřejného slyšení před koncilem, čehož se dosud marně domáhali. V lednu 1433 přijelo do města české poselstvo v čele s Prokopem Holým. Třebaže se Cesarini vzdal nedlouho před tím kvůli sporům papeže Evžena IV. s církevními otci předsednictví koncilu, snažil se Čechům prospět, jak mohl, a stal se prostředníkem mezi nimi a jednotlivými preláty. Jeho respekt vzbudil především Prokop Veliký, kterého dosud považoval za svého bytostného nepřítele. Přesto nedosáhlo jednání českého poselstva na koncilu výsledku.

## Křížová výprava proti Turkům
V letech 1438–1439 se Cesarini angažoval na koncilu ve Ferraře a Florencii, kde probíhala jednání s byzantským císařem o uzavření unie katolické a pravoslavné církve. Po jejím podepsání odešel do Uher, aby zde organizoval slíbenou křížovou výpravu proti Turkům.
Tažení, jehož se zúčastnily především oddíly z Uher, Valašska, Srbska a Polska, to znamená ze zemí ohrožených tureckou expanzí, bylo zahájeno roku 1443. V čele křižáckých vojsk stanul mladý polský a uherský král Vladislav III., srbský despota Jiří Branković a uherský magnát Jan Hunyady. Křižáci byli zpočátku úspěšní, podařilo se jim ve dvou bitvách Turky porazit a obsadit Sofii. Poté uzavřel sultán Murad II. s Vladislavem v Segedíně desetileté příměří, které bylo velmi výhodné pro Srbsko, jemuž byla navrácena řada Osmany zabraných území. Cesarini jako reprezentant papežské kurie však usilovně naléhal na Vladislava, aby příměří porušil a pokračoval ve výpravě. To se stalo osudným nejenom této výpravě, ale také všem balkánským státům. Křižácké vojsko bylo roku 1444 rozbito u Varny, král Vladislav, zvaný poté Varnenčik, v bitvě zřejmě zahynul. Tak skončil poslední pokus západní Evropy odvrátit tureckou expanzi. Cesarini zahynul po bitvě na neznámém místě. Jedna z verzí vypráví o tom, že byl při návratu přepaden a zabit dunajskými piráty.